# Tour du Haut-Var 1992
Il Tour du Haut-Var 1992, ventiquattresima edizione della corsa e valida come evento del circuito UCI categoria 1.2, si svolse il 22 febbraio 1992, su un percorso di circa 199 km. Fu vinto dal francese Gérard Rué che terminò la gara con il tempo di 5h23'52", alla media di 36,922 km/h.
Al traguardo 79 ciclisti portarono a termine il percorso.

## Ordine d'arrivo (Top 10)
| Pos. | Corridore          | Squadra   | Tempo    |
| ---- | ------------------ | --------- | -------- |
| 1    | Gérard Rué         | Castorama | 5h23'52" |
| 2    | Fabian Jeker       | Helvetia  | s.t.     |
| 3    | Frédéric Moncassin | Castorama | a 10"    |
| 4    | Sammie Moreels     | Lotto     | s.t.     |
| 5    | Étienne De Wilde   | Telekom   | s.t.     |
| 6    | Hans Kindberg      | Castorama | s.t.     |
| 7    | Frankie Andreu     | Motorola  | s.t.     |
| 8    | Andrea Ferrigato   | Ariostea  | s.t.     |
| 9    | Marco Saligari     | Ariostea  | s.t.     |
| 10   | Davide Cassani     | Ariostea  | s.t.     |